# Scopesis macropus
Scopesis macropus är en stekelart som först beskrevs av Thomson 1894.  Scopesis macropus ingår i släktet Scopesis och familjen brokparasitsteklar. Arten är reproducerande i Sverige. Inga underarter finns listade i Catalogue of Life.